# خورخي لوكاس
خورخي لوكاس (بالإسبانية: Jorge Lucas)‏ هو فنان قصص مصورة أرجنتيني، ولد في 22 يناير 1963 في سالتو في الأوروغواي.

## وصلات خارجية
- الموقع الرسمي